# تازه‌کند حاجی‌خان
تازه‌کند حاجی‌خان یک روستا در ایران است که در استان اردبیل واقع شده‌است. تازه‌کند حاجی خان ۳۳ نفر جمعیت دارد.